# Oliver Hudson
Pour les articles homonymes, voir Hudson.
Oliver Hudson est un acteur et producteur américain, né le 7 septembre 1976 à Los Angeles, en Californie (États-Unis).

## Biographie
Oliver Rutledge Hudson est le fils de la comédienne et productrice Goldie Hawn et de l'acteur et musicien américain Bill Hudson et le frère aîné de Kate Hudson. Il a également deux demi-frères, Wyatt Russell et Zachary Hudson et une demi-sœur Emily Hudson.
Il est depuis le remariage de sa mère le beau-fils de l'acteur Kurt Russell.
Sa grand-mère maternelle était une Juive ashkénaze d'origine hongroise  mais sa famille pratique aussi le bouddhisme.

### Vie privée
Il est marié depuis 2006 à l'actrice Erinn Bartlett et ont trois enfants, Wilder Brooks Hudson né en 2007, Bodhi Hawn Hudson né en 2010 et Rio Hudson née en 2013.

## Filmographie

### Comme acteur

#### Longs métrages
- 1999 : Escapade à New York (The Out-of-Towners) de Sam Weisman : Alan Clark
- 1999 : Kill the Man de Tom Booker et Jon Kean : Un révolutionnaire
- 2000 : Rocket's Red Glare de Joseph Manduke : Hank Baker
- 2000 : The Smokers de Kat Slater : David
- 2001 : Going Greek de Justin Zackham : Ziegler
- 2002 : New Best Friend de Zoe Clarke-Williams : Josh
- 2003 : As Virgins Fall de Natalie Barandes : Corky Stevens
- 2006 : Black Christmas de Glen Morgan : Kyle Autry
- 2006 : The Breed de Nicholas Mastandrea : John
- 2008 : Strange Wilderness de Fred Wolf : TJ
- 2013 : Copains pour toujours 2 (Grown Ups 2) de Dennis Dugan : Le prof de yoga
- 2013 : Blackout total (Walk of Shame) de Steven Brill : Kyle
- 2018 : Les Chroniques de Noël (The Christmas Chronicles) de Clay Kaytis : Doug Pierce
- 2020 : Allô la Terre, ici Ned : lui-même

##### Court métrage
- 2005 : Mr. Dramatic de John Stalberg Jr. : Mr. Dramatic

#### Télévision

##### Séries télévisées
- 2002 : My Guide to Becoming a Rock Star : Jace Darnell
- 2002 - 2003 : Dawson : Eddie Doling
- 2004 - 2005 : La Famille Carver (The Mountain) : David Carver Jr.
- 2006 : Magnitude 10,5 : L'Apocalypse (10.5: Apocalypse) : Will Malloy
- 2007 - 2013 : Leçons sur le mariage (Rules of Engagement) : Adam Rhodes
- 2013 - 2015 : Nashville : Jeff Fordham
- 2015 - 2016 : Scream Queens : Weston « Wes » Gardener
- 2018 : The Guest Book : Paul
- 2018 : Medal of Honor : Les héros militaires américains (Medal of Honor) : Richard Etchberger
- 2018 - 2019 : Splitting Up Together : Martin
- 2022 : The Cleaning Lady
- 2023 : And Just Like That... : Lyle

##### Téléfilms
- 2007 : Comme une ombre dans la nuit (Nora Roberts' Carolina Moon) de Stephen Tolkin : Cade Lavelle
- 2007 : The Weekend de Steven Brill : Julian
- 2017 : Le Temps d'un Noël (Journey Back to Christmas) de Mel Damski : Jake

### Comme producteur
- 2005 : 14 Hours (TV)